# 霍德森山
56°42′S 27°09′W / 56.70°S 27.15°W
霍德森山（英語：Mount Hodson），是南極洲的火山，位於南桑威奇群島的維索科伊島，海拔高度1,005米，是該島的最高點，由冰雪覆蓋，由英國海外領土管轄。